# Via Garibaldi (Trapani)

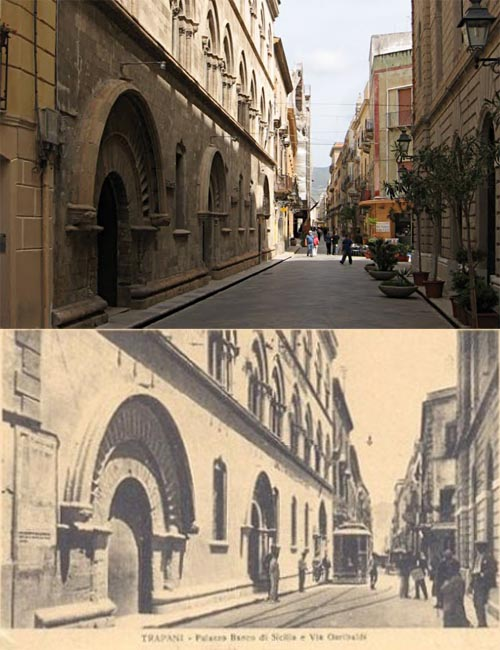
Via Garibaldi mit dem Palazzo Burgio (links), Blickrichtung Ostnordost. Vergleich 2010 mit der Ansicht aus der ersten Hälfte 20. Jahrhundert

Die Via Garibaldi ist eine wichtige Straße in der Altstadt von Trapani auf Sizilien. Die zirka 300 Meter lange, mit modernem Stadtmobiliar ausgestattete Straße verbindet in Westsüdwest-/ Ostnordostrichtung die Via Torrearsa am Portal der Chiesa del Carmine mit dem Piazza Vittorio Veneto mit zahlreichen historischen Gebäuden an beiden Seiten. Sie ist als Fußgängerzone für den Autoverkehr gesperrt und verläuft parallel zur Uferstraße Lungomare Dante Alighieri. Bis 1967 verkehrte auf ihrer gesamten Länge die sechseinhalb Kilometer lange Straßenbahnlinie Franvia di Trapani und anschließend der O-Bus Filovia di Trapani in die östliche Vorstadt. Heute nehmen die kommunalen Busse der Gesellschaft ATM nicht mehr diesen Linienweg. Jährlich am Karfreitag ist die Via Garibaldi Laufweg für die Prozession.
Als besonders bemerkenswerte Bauwerke sind zu nennen (Hausnummern ansteigend):
- Palazzo di Finanza, Nr. 2
- Palazzo Burgio Baroni di Xirinda aus dem 15. Jahrhundert, Nr. 7–11
- Barockkirche Chiesa della Badia Nuova, Nr. 8
- Chiesa di Sant'Alberto, Kirche aus der Barockzeit, die mit zeitgenössischem Stil durchmischt wurde, Nr. 62
- Palazzo Milo aus dem 17. Jahrhundert mit architektonisch wertvollem Ballsaal mit kleiner Orchesterbühne. Das Palais beherbergt heute ein Zeitungsmuseum, Nr. 74
- Palazzo Annibale Fardella aus der zweiten Hälfte des 18. Jahrhunderts
- Chiesa e Monastero di S. Maria dell'Itria, Nr. 77
- Wirtschaftsgymnasium Liceo Scientifico Statale „Vincenzo Fardella“, Nr. 87
- Auf der Südecke zum Piazza Vittorio Veneto liegt das Verwaltungsgebäude des Kulturamtes Soprintendenza BB.CC.AA. di Trapani, Nr. 95